# Мала Ваница
Мала Ваница (грч. Κάτω Κώμη, Като Коми) је насељено место у општини Кожани у периферији Западна Македонија, Грчка. Према попису из 2021. године било је 224 становника.
Према бугарском географу и историчару, Василу Канчову, у Малој Ваници је 1900. године живео 109 Грка. Српски историчар Спиридон Гопчевић, 1890. године бележи да је Ваница (Баница) хеленизовано словенско насеље.